# Samoa Airlines
Samoa Airlines (im Markenauftritt Samoa Air) war eine in Honolulu ansässige Fluggesellschaft, die ausschließlich vom Honolulu International Airport ausgehende Charterflüge zum Pago Pago International Airport in Amerikanisch-Samoa durchgeführt hat.

## Geschichte
Samoa Airlines wurde Anfang 1982 in Honolulu gegründet und mietete eine Boeing 707-300C (Kennzeichen: N707PD) der Arrow Air im Wetlease, die ab Mai 1982 auf der Route zwischen Honolulu (Hawaii) und Pago Pago (Amerikanisch-Samoa) zum Einsatz kam. Kurz darauf geriet das Unternehmen erstmals in finanzielle Schwierigkeiten, so dass Arrow Air die Verbindung ab Oktober 1982 zunächst eigenverantwortlich weiter betrieb.
Im August 1984 nahm Samoa Airlines erneut Charterflüge zwischen Honolulu und Pago Pago auf, wofür sie eine Boeing 707-300C der philippinischen Aero Filipinas (RP-C1886) im Wetlease nutzte. Am 16. Juli 1985 beantragte die Gesellschaft Gläubigerschutz nach dem Chapter 11 des US-Insolvenzrechts und stellte parallel dazu ihren Flugbetrieb endgültig ein. Die Liquidation des Unternehmens begann am 14. Mai 1986 und wurde am 12. Februar 1987 abgeschlossen.

## Flotte
- Boeing 707-300C